# Carte des sons de Tokyo
Pour plus de détails, voir Fiche technique et Distribution.
Carte des sons de Tokyo (Map of the Sounds of Tokyo) est un film espagnol d'Isabel Coixet qui sortira en août 2009 en salles, après avoir été présenté en sélection officielle au Festival de Cannes 2009.

## Synopsis
Ryu, vit seule, et travaille la nuit dans un marché aux poissons à Tokyo. Parfois, elle est recrutée comme tueuse à gages. Midori, la fille de monsieur Nagara, un homme d'affaires, s'est suicidée à la suite d'un chagrin d'amour. Il charge son employé de confiance Ishida de retrouver l'homme qui, selon lui, a poussé sa fille au suicide et de le tuer. Amoureux éconduit de Midori, Ishida engage Ryu pour tuer cet homme, David, un négociant en vin.

## Fiche technique
- Réalisation : Isabel Coixet
- Scénario : Isabel Coixet
- Musique : Fatima Montes
- Photographie : Jean-Claude Larrieu
- Montage : Irene Blecua
- Sociétés de production : Mediapro et Versátil Cinema
- Pays d'origine :  Espagne
- Langues originales : japonais, anglais et catalan

## Distribution
- Rinko Kikuchi : Ryu
- Sergi López : David
- Min Tanaka : Narrateur
- Manabu Oshio : Yoshi
- Takeo Nakahara : M. Nagara
- Hideo Sakaki : Ishida